# Die Abenteuer von Huck Finn
Die Abenteuer von Huck Finn (Originaltitel: The Adventures of Huck Finn) ist ein Disney-Abenteuerfilm aus dem Jahr 1993 mit Elijah Wood und Courtney B. Vance in den Hauptrollen. Der Film basiert auf dem Roman Die Abenteuer des Huckleberry Finn von Mark Twain und zeigt die Reise von Huck Finn und Jim, einem geflohenen Sklaven.

## Handlung
Die Südstaaten in der ersten Hälfte des 19. Jahrhunderts: Huck Finn lebt bei der Witwe Douglas und Miss Watson, weil sein Vater ein Trinker und Herumtreiber ist. Huck soll sich den unliebsamen Zwängen des Lebens beugen, darunter dem Besuchen der Schule und dem Tragen sauberer Kleidung. Stattdessen prügelt er sich unten am Mississippi und umgeht seine Pflichten, wann immer es geht. Eines Tages kommt sein Vater zurück in die Stadt. Er nimmt Huck in Gewahrsam und erhofft sich von der Witwe Douglas ein Lösegeld.
Huck kann jedoch entkommen, indem er vortäuscht, er sei ermordet worden. Daraufhin sucht Hucks Vater mit zwei weiteren Männern nach Huck und dem Sklaven Jim. Er flieht auf die Jackson-Insel im Fluss und trifft auf dem Weg den Sklaven Jim, der in der Aufregung um seinen Mord von Miss Watson geflohen ist. Jim befindet sich auf der Flucht, weil er verkauft werden sollte, und wird nun verdächtigt, Huck ermordet zu haben. Die beiden begeben sich mit einem Floß auf eine Reise den Mississippi hinunter, um Jim die Freiheit zu sichern. Sie erleben allerlei Abenteuer und treffen auf vielseitige Charaktere, darunter einige Kriminelle, die auf einem untergehenden Schiff versterben, sich feindlich gesinnte Nachbarn (Die Grangerfords und die Shepherdsons), einen unsterblichen Hochstapler, den König und den Duke. Huck muss bei den Erlebnissen erkennen, dass die Hautfarbe eines Menschen keine Rückschlüsse auf dessen Charakter zulässt. Mehrfach hilft er Jim, den Sklavenfängern zu entkommen, wobei er Jim bei den Grangerfords einem Sklavenhändler übergibt, was er später tief bereut. Ebenso hat Jim jedoch den Tod von Hucks Vater auf dem Schiff der Kriminellen verschwiegen, was Huck ihm nur schwer verzeihen kann. 
Erst nachdem Huck am Ende des Films in den Rücken geschossen wird und Jim das einzige Dampfschiff nach Cairo verpasst, vertraut Huck ihm vollends und vermacht ihm das Vermögen, das ihm die drei Wilks Schwestern überreichten. Da Miss Watson verstorben ist und sie ein schlechtes Gewissen hatte, das sie Jim verkaufen wollte, hat sie ihm im Testament die Freiheit geschenkt. Huck muss den neuen Zwängen entfliehen und rennt in Richtung freies Meer, um neue Abenteuer zu bestehen.

## Kritiken
Die internationale Kritik bewertete die Disney-Verfilmung vor allem als zu wenig kritisch und vielschichtig, wie es die Vorlage selbst ist. Das US-amerikanische Branchenblatt Variety bescheinigte Stephen Sommers eine „konventionelle Literaturverfilmung, bei der das Schauspiel der beiden Hauptdarsteller nie über das Mittelmaß hinausgehe und somit nie die anrührende Stimmung der Buchvorlage erreiche“. Der film-dienst sah das Bemühen des Films in Form von „reizvollen Schauplätzen und engagierter Kameraarbeit“, vermisste aber „Zwischentöne, die modischen Effekten geopfert“ würden. Auf diese Weise werde auch die „Wandlung des jungen Helden zum Menschen mit moralischer Einstellung“ nicht ausreichend beleuchtet. Die Webseite kino.de stellte fest, dass Sommers der Geschichte von Twain nicht „viel Zeitgemäßes“ abgewinnen kann und den Jugendroman stattdessen als „ungezwungene, episodenhafte Floßfahrt“ inszeniere, „in der kein Südstaaten-Klischee ungenutzt bleibt“. Auch die TV-Zeitschrift TV Spielfilm unterstellt dem Film Oberflächlichkeit. Der Film sei „peppiges Hochglanzkino“, das nicht mehr als eine „flotte Floßfahrt mit Alt- und Jungstars“ sei. Die Zeitschrift prisma vergleicht den Film mit Michael Curtiz’ Abenteuer am Mississippi (1959), an den die Disney-Verfilmung nicht heranreiche. Zudem seien die Szenen mit dem brutalen Vater nicht für kleinere Kinder geeignet. Der US-amerikanische Filmkritiker James Berardinelli war von dem Film dagegen angetan. Er sei „gute Unterhaltung“ und biete solides Schauspiel, sodass er „Beachtung und Würdigung“ verdiene. Auch der Aspekt der Rassenthematik werde trotz der für Disney üblichen Abschwächung von nicht „kindgerechten“ Themen aufgegriffen, indem die „Grausamkeiten der Sklaverei“ gezeigt würden und der Film eine „soziale Agenda offenbare“. Auch Roger Ebert von der Chicago Sun-Times würdigte den Film als „guten Film mit starken Darstellungen“, dem „allerdings einige Tiefen fehlen“. Obwohl die „humanistische Aussage des Films nicht im Mittelpunkt“ stehe, sei sie „doch immerhin vorhanden“. Ebert kritisierte ebenfalls die zu wenig ausgearbeitete Wandlung Hucks, die zugunsten einer breiten Darstellung der „pikaresken Abenteuer“ vernachlässigt wurde.

## Unterschiede zum Roman
- Tom Sawyer wird im Film nicht erwähnt, obwohl er im Roman eine große Rolle spielt.
- Huck trägt im gesamten Film Schuhe, demgegenüber läuft er im Roman fast ausschließlich barfuß.
- Das Ende des Films unterscheidet sich bedeutend vom Roman. Im Roman wird Jim an einen Farmer verkauft, der ein Verwandter von Tom Sawyer ist. Huck will dann Jim befreien und läuft Tom Sawyer auf der Farm in die Arme. Die beiden verbünden sich, um Jim zu befreien, was im Roman mehrere Kapitel dauert und damit endet, dass Tom angeschossen wird und Jim letztendlich ein freier Mann ist, nachdem er nochmals gefasst worden war. Im Film wird Jim niemals gefasst, und Huck und Jim werden des Golddiebstahls beschuldigt. Huck wird auf der Flucht angeschossen, und Jim wird von Mary Jane vor dem Galgen bewahrt. Sie sagt ihm daraufhin, er sei ein freier Mann.
- Der Zwischenfall mit Peters Gold ist der Höhepunkt des Films, wohingegen es im Buch eher in der Mitte der Handlung ist.